# Aerangis montana
Aerangis montana é uma espécie de orquídea monopodial epífita, família Orchidaceae, que habita Zâmbia, Tanzânia e Malawi.